# 8031 Williamdana
8031 Williamdana eller 1992 ER är en asteroid i huvudbältet som upptäcktes den 7 mars 1992 av de båda japanska astronomerna Seiji Ueda och Hiroshi Kaneda i Kushiro. Den är uppkallad efter den amerikanske testpiloten William H. Dana.